# Laskó-patak
A Laskó-patak Heves vármegyében, a Bükk-vidék területén ered és a Tisza-tóba torkollik. Egerbocsi forrásvidékétől egészen a Tisza-tóig a patak hossza 74 kilométer. A Laskó-patak a Tisza középső szakaszának kis méretű, jobb oldali mellékfolyója. A patak útja során két járáson (az Egri járáson és a Füzesabonyi járáson) folyik keresztül, érintve egy várost (Füzesabony és 11 községet. A patak teljes szakaszán Heves vármegye területén folyik. Öt jelentősebb mellékvíz táplálja és több kisebb vízfolyás folyik belé. Legjelentősebb mellékága a Szóláti-patak.
Halfaunája gazdag. A Laskó-patakban 28 halfaj él a 2010-ben végzett felmérések alapján.

## Lefolyása

### Vízrajzi adatai

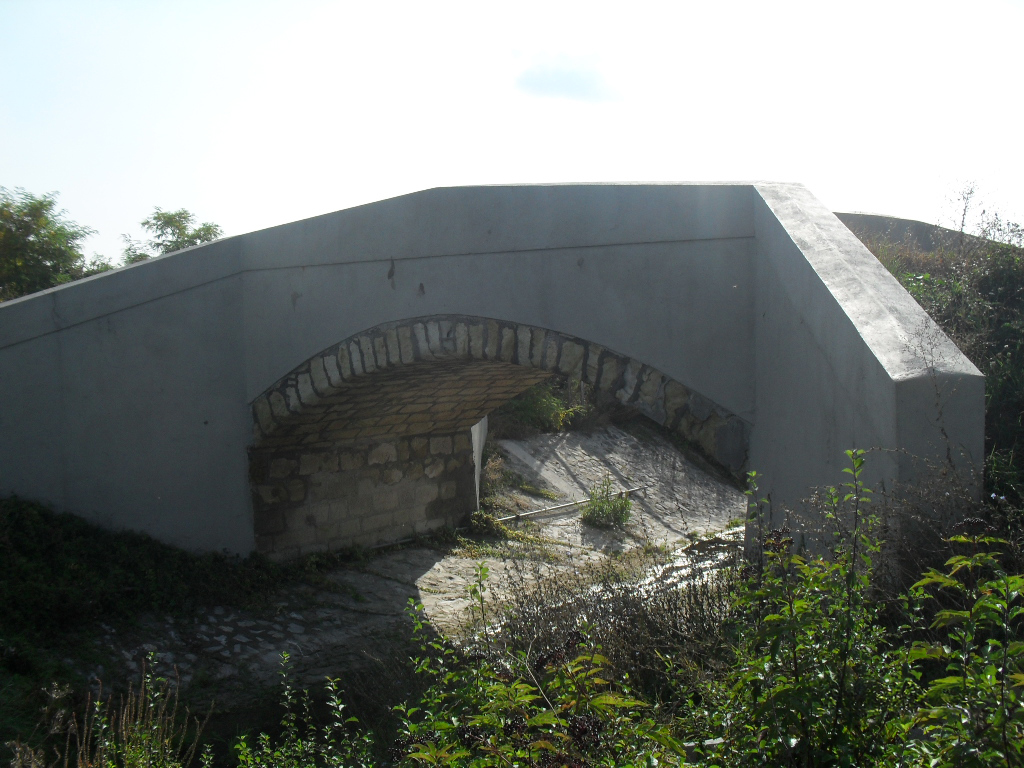
Az egerszóláti út kőhídja Egerszalók felső végénél

A patak vízgyűjtő területe 367,5 km2. Sokévi átlagos vízhozama(1971-2000) 0,554 m³/s a torkolatánál. A legkisebb vízhozama 0,01 m3/s, a legnagyobb vízhozama 53 m3/s. A Laskó-patak hossza a Egerbocs környéki forrásvidékétől kezdve a Tisza-tavi torkolatáig 74 kilométer. Árvizek esetén a patak vízhozama megszázszorozódhat, amely ebben az esetben akár 53 m³/s-ot elérő vízhozamot is produkálhat. A Laskó-patak medertisztítására és mederrendezésére -az 1960-as éveket követően- 2010-ben került sor, melynek során a part mentén cserjeirtásra, fakivágásokra, 30 000 köbméternyi iszap eltávolítására, mederbővítésre, rézsűrendezésre, depónia rendezésre, hidak alatti burkolatok kőszórással való javítására, a patakba folyó átereszek és az ide torkolló vízfolyások környezetének burkolására, valamint a szakadópartok, rézsűmegcsúszások kőszórással történő biztosítására került sor. A patak mederrendezése 105 millió forintba került. A felújítás során 18 096 méternyi burkolt mederhossz újult meg, 11 911 hektárnyi területen, amely 13 206 fő vízkároktól való mentesítését jelenti.

### Lefolyása
A Laskó-pataknak jelentősebb mellékvizei a Bocsi-patak (6 km; 14,2 km2), amely Bátornál torkollik belé, illetve az Örvény-patak (6,2 km; 11 km2), amely Egerbakta északi határában ömlik bele. A patak felső szakaszán torkollik belé néhány kisebb csermely. A Laskó-patak Egerszalóktól északra keresztülfolyik a rajta kialakított, felduzzasztott vizű Laskóvölgyi-víztárolón, majd tovább folytatja útját dél felé. Kerecsend északi határában a Szóláti-patak (22 km; 40,2 km2; 0,079 m3/s) vizével gazdagodik. Mezőtárkány után, Poroszló és Újlőrincfalva határában előbb a Hamarka-csatorna (hossza 9,5 km), majd a Csincsa-csatorna (Tepely-Hidvégi-csatorna; 22,5 km; 71,2 km2) folyik belé.

## A Laskó-patak élővilága
A patak folyásának felső szakasza a domolykózóna, alsó része a sügérzóna, mely zónák választóvonala nagyjából Kerecsendnél található. A patak halfajai a nagyobb árvizek idején kibővülhetnek az Egerszalóki-víztározóból kiszabaduló, illetve a Tisza-tóból felúszó példányokkal. 
A patak vizében megtalálhatóak a laposkeszeg (Balleus balleus), a széles kárász (Carassius carassius), a ponty (Cyprius carpio), a harcsa (Silurus glantis) és a Balin (Aspius aspius) állományai, míg a korábban ebben az élővízben is jelenlévő törpeharcsa (Ameiurus nebulosus), eltűnt mert a fekete törpeharcsa (Ameiurus melus) kiszorította élőhelyéről.
A Laskó-patakban 26 halfaj él, melyek a következők: balin (Aspius aspius), bodorka (Rutilus rutilus), compó (Tinca tinca), csapósügér (Perca fluviatilis), csuka (Esox lucius), dévérkeszeg (Abramis brama), ezüstkárász (Carassius gibelio), fekete törpeharcsa (Ameiurus melas), fenékjáró küllő (Gobio gobio), fogassüllő (Sander lucioperca), folyami géb (Neogobius fluviatilis), Halványfoltú küllő (Gobio albipinnatus), Harcsa (Silurus glanis), jászkeszeg (Leuciscus idus), karikakeszeg (Blicca bjoerkna), kínai razbóra (Pseudorasbora parva), kövi csík (Barbatula barbatula),szélhajtó küsz (Alburnus alburnus), lapos keszeg (Ballerus ballerus), naphal (Lepomis gibbosus), ponty (Cyprinus carpio), szivárványos ökle (Rhodeus sericeus), széles kárász (Carassius carassius), tengeri tarka géb (Proterorhinus marmoratus), vágó csík (Cobitis elongatoides), vágó durbincs (Gymnocephalus cernua),

### Kipusztult halfajai
A következő két halfaj vélhetőleg kipusztult a patakból: fejes domolykó (Squalius cephalus), fenékjáró küllő (Gobio gobio).

### Horgászható halfajták
A Laskó-patak horgászható halfajtái: amur, balin, csuka, kárász, keszeg, ponty, süllő

## Idegenforgalom
A Laskó-patak útja során a Kerecsendi Erdő Tájvédelmi Körzetet és a Tisza-tavi madárrezervátum szegélyét érinti. Az épített örökséget a patak mentén az egerbaktai római katolikus templom barokk stílusú épülete, melyet 1775-ben építettek; az egerszalóki barlanglakások, a XIX. században épült szalóki Öreg kőhíd, a szalóki római katolikus templom, a demjéni római katolikus templom 1777-ben, barokk stílusban épült épülete, a kerecsendi Postaház a 19. század elejéről, a füzesabonyi Helytörténeti Gyűjtemény és a Vasútállomás épülete, a mezőtárkányi római katolikus templom, amely 1773-ban épült, a poroszlói tájház, az 1793-ban épült poroszlói katolikus templom, az 1797-es poroszlói református templom, a Graefl-család kétútközi kastélya, a zsidó temető és a sarudi késő barokk katolikus templom képviseli. A horgászok a Laskóvölgyi-víztárolóból, a füzesabonyi bányatavakból, az újlőrincfalvai Jóléti-tóból és a patak torkolatánál fekvő Tisza-tóból szerezhetik be zsákmányukat. A fürdőzés kedvelői az Egerszalókon lévő Salt Hill termálfürdőben és a Demjén melletti termálfürdőben mártózhatnak meg, valamint a Tisza-tóban. A Tisza-tavi Ökocentrum szintén megfelelő helyszín lehet a szabadidő eltöltésére.

## Mellékvízei
- Maklányi-völgyi-patak

## Part menti települések
A Laskó-patak mentén összesen 21200 fő él. A patak mentén fekvő települések és településrészek a folyásirány szerinti sorrendben a következők: Szúcs-Bányatelep, (Bagólyuk), Szúcs, Egerbocs, Bátor, Egerbakta, Egerszalók, Demjén, Kerecsend, Pusztaszikszó (Füzesabony), Füzesabony, Mezőtárkány, Poroszló, Újlőrincfalva, Sarud.